# Stenospermation zeacarpium
Stenospermation zeacarpium — вид квіткових рослин із родини кліщинцевих (Araceae), роду Stenospermation. Це ліана, рідним ареалом якої є Болівія, Колумбія, Еквадор, Перу.